# Грановский, Наум Самойлович
Наум Самойлович Грано́вский (14 (27 февраля) 1910 год, Александрия, Херсонская губерния, Российская империя — 20 августа 1984) — советский военный и гражданский фотограф. С 1926 года по 1984 год — фотокорреспондент Фотохроники ТАСС, с 1941—1945 год — военный фотокорреспондент Особой Московской армии противовоздушной обороны. Заслуженный работник культуры РСФСР (1968)

## Биография
Родился 14 (27 февраля) 1910 года в городе Александрия (ныне Кировоградская область, Украина) в еврейской семье.
В 1926—1984 годах — фотокорреспондент Фотохроники ТАСС.
В 1941—1945 годах — военный фотокорреспондент газеты «Тревога» Особой Московской армии противовоздушной обороны, техник-лейтенант.
Жил в Москве по адресу: улица Черняховского, 4-а. Умер 20 августа 1984 года на 75-м году жизни. Похоронен в Москве на Перловском кладбище.

## Творчество
Современники называли Наума Самойловича Грановского фотолетописцем Москвы. Для тех, кто любит и знает Москву, фотографии Грановского особенно интересны. По ним можно видеть, как в течение полувека менялся облик столицы.
Грановский начал фотографировать Москву в конце 1920-х годов и потом, спустя десятилетия он возвращался на те же площади и улицы, чтобы «задокументировать» происшедшие изменения: Сухаревская площадь 1928 года и та же самая, но уже с новым названием — Колхозная — начала 1980-х годов, Каланчевская — Комсомольская площадь, Дорогомиловская застава — набережная Тараса Шевченко, Страстная — Пушкинская площадь, Красная Пресня.
Неутомимый труженик со штативом и увесистым фотоаппаратом — он снимал ещё на стеклянные фотопластинки — Наум Грановский успевал везде: фотографировал и строящиеся объекты в центре столицы, и подмосковные деревни — Тропарёво, Кузьминки, Медведково, на месте которых сегодня выросли громады городских кварталов.
Москва начала и середины XX века у Грановского монументальна, величественна и масштабна. В обширном наследии фотографического изображения Москвы почерк Грановского заметен и узнаваем. Академически строгая композиция кадра, точно найденный зрительный центр, правильно выбранное время суток для наилучшего освещения объектов, эмоциональная сдержанность — во всем этом чувствуется тщательная предварительная подготовка к съемке.
Фотографии Грановского не являются технической репродукцией городской архитектуры, они отражают стиль времени через людей и детали городского быта: Советская площадь в облаке летающих голубей, зона отдыха ВДНХ с помпезными фонтанами и широкими проспектами, движение автотранспорта по улице Горького в «час пик»…
Особое место в фотоархиве Грановского занимает Москва военная. Его фотографии — уникальные свидетельства истории Великой Отечественной войны — хранятся ныне в Москве в Центральном Музее Вооруженных Сил.

## Участник крупных выставок
- 2010 — «Москва Наума Грановского». Юбилейная выставка к 100-летию Н.Грановского. Фотогалерея имени братьев Люмьер. Москва
- 2005 — «Город солнца». Персональная выставка Н.Грановского. Фотогалерея имени братьев Люмьер. Москва
- 2004 — Персональная выставка Н. Грановского. Фотогалерея имени братьев Люмьер. Москва
- 1998 — Персональные выставки в рамках «Фотобиеннале — 98». Москва.
- 1985 — Всесоюзная выставка «40 лет Великой Победы». Выставочный зал Манеж, Москва.
- 1980 — «Москва — страницы истории». Персональная выставка в честь 70 — летия Н.Грановского. Дом архитектора. Москва
- 1970−1976 — «СССР: страна и люди в художественных фотографиях» — ежегодная выставка, проходившая за рубежом.
- 1959−1965 — участник выставок «Семилетка в действии»

## Награды и звания
- заслуженный работник культуры РСФСР (1968)[2]
- орден Красной Звезды (24.10.1944; представлен к медали «За боевые заслуги»)
- медали